# Баткенски конфликт
Баткенският конфликт (на киргизки: Баткен окуясы) е период на въоръжени сблъсъци между бойци на Ислямското движение на Узбекистан (ИДУ) и въоръжените сили на Киргизстан, като на последните е оказана подкрепа от сухопътните войски на Узбекистан.
Конфликтът е причинен от набези на бойци на ИДУ на узбекска и киргизка територия от Таджикистан и отчасти е съсредоточен върху едностранното демаркиране на границата между Киргизстан и Узбекистан от Узбекистан.

## Предпоставки
През февруари 1999 г. узбекската столица Ташкент е в поредица от експлозии при опит за покушение срещу президента Ислам Каримов, който обвинява за това радикалните екстремисти от уахабитското Ислямско движение на Узбекистан. Според екстремистите тяхната цел е била да улеснят свалянето на узбекското правителство и президента Каримов, след което да последва създаването на изцяло ислямска държава в Узбекистан.

## Събития
През лятото на същата година партизанските бунтовници на ИДУ нахлуват в Баткенска област на Киргизстан (регион с етнически узбекско мнозинство). Това е първата операция на ИДУ, откакто групировката е създадена само година по-рано. По-конкретно, град Барак, Киргизстан е окупиран от терористите, като околността е контролирана и блокирана от узбекските сили. По време на нахлуването бунтовниците взимат няколко души за заложници, включително японски геолог, който е освободен, след като японското правителство плаща откуп. Терористите искат Киргизстан да им осигури безопасно преминаване в Узбекистан. На осмия ден от конфликта кметът на Ош Абдрахман Маматалиев заедно с трима служители на сигурността са заловени от терористи, за да изпратят съобщение до властите в Бишкек. Те са в плен повече от седмица, докато не са освободени на 13 август, в резултат на големи преговори и изнудване за откуп, което включва хеликоптер до Афганистан.
На 24 август министърът на отбраната Мирзакан Субанов е освободен от поста си, след като Акаев и неговото правителство го обвиняват в провал в „стабилизирането на ситуацията“. Само четири дни по-късно Акаев назначава генерал-майор Есен Топоев, родом от Баткен като министър на отбраната. На 1 септември руският министър-председател Владимир Путин и вицепремиерът на Киргизстан Борис Силаев се срещат, за да обсъдят официалното предоставяне на техническа помощ от Русия на киргизката армия при елиминирането на екстремистите. Правителството прекарва следващия месец, концентрирайки своите операции върху бойците на ИДУ в планините, използвайки въздушни удари и артилерийски обстрел. До 25 септември Баткенска област е напълно освободена от бойци, като част от тях се оттеглят в Таджикистан. След това правителството арестува над 70 цивилни в Бишкек, заподозрени във връзки с терористите. Правителствата на Киргизстан и Узбекистан постигат съгласие да задържат бунтовниците в планините през зимата, в опит да обезвредят нахлуващите сили.

## Последици
След приключването на конфликта правителството на Узбекистан започва процес на затваряне на границата си с Киргизстан, като предприема мерки като изграждане на ограда от бодлива тел и създаване на двуметрова ограда през 1999 и 2000 г. Правителството на Узбекистан също намеква за военна намеса в страната, като министърът на отбраната Хикматула Турсунов обявява, че узбекските въоръжени сили са готови да започнат атаки срещу убежища на терористи както на „близки“, така и на „други места“. Конфликтът е ключов фактор в политическите дебати между правителството на Амангелди Муралиев и опозицията, като в крайна сметка се включва в парламентарните и президентските избори през същата година. Киргизстан обвинява Узбекистан, че е използвал конфликта, за да завладее големи площи земеделска земя, дадена на Узбекистан по съветско време за временно ползване.
Конфликтът също има голямо въздействие върху международната общност, която колективно оказва натиск върху Таджикистан да изгони ИДУ от страната, по-специално от долината Тавилдара, където е базирана. ИДУ в крайна сметка напуска долината в края на 1999 г. след намеса от Партията на ислямското възраждане на Таджикистан.